# Zoo di Napoli
Lo zoo di Napoli, situato nel quartiere Fuorigrotta di Napoli, è un giardino zoologico e bioparco italiano. Costituisce una delle maggiori attrazioni turistiche dei Campi Flegrei.

## Storia

### Storia
Realizzato al posto del parco faunistico creato prima della seconda guerra mondiale, lo zoo di Napoli fu inaugurato il 25 ottobre 1949, grazie a Franco Cuneo ed Angelo Lombardi, nell'area della Mostra d'Oltremare. Verrà considerato per oltre un quarto di secolo un luogo ideale in cui condurre ricerche scientifiche, assumendo fama in tutta Europa, dato che ospitava numerosi animali rari. e vantava, in aggiunta, una pregevole collezione botanica ed un patrimonio artistico di grande interesse e valore (merito dell'intervento di Luigi Piccinato). Tra i maggiori risultati del parco faunistico figurano le prime nascite di saltarupe e di avvoltoio reale al mondo, di gerenuk in Europa e di rinoceronte nero in Italia. Nonostante i trascorsi senz'altro importanti, negli anni ottanta inizia per lo zoo una fase difficile della sua storia. L'area verrà colpita da abbandono e degrado a causa dei debiti accumulati dalla società che lo gestiva, e lo Zoo di Napoli chiuderà nel settembre 2003. Subito dopo la chiusura si registra nello zoo una moria di animali a causa della mancanza di cibo, spazio ed acqua. Più avanti lo zoo va in gestione alla società Park and Leusure proprietaria del parco Edenlandia, dopo un lungo periodo di crisi e abbandono.

### Storia recente
Nel corso del 2009, sia in maggio che in settembre, sono nati diversi cuccioli di leone; in seguito a queste nascite, lo zoo ha iniziato a dare il suo contributo al progetto di recupero del leone asiatico, oltre a quello del salvataggio della capra napoletana a cui aveva già aderito. Nel 2008 è morta l'ultima giraffa che era presente all'epoca, mentre l'ultima otaria presente è deceduta nel 2010. Nel 2011 fallisce il progetto che mirava alla creazione di un grande "family park", integrando lo zoo con Edenlandia. Inizia così un nuovo lungo periodo di abbandono e degrado, mancano cibo per gli animali e soldi per mandare avanti la struttura.
Il 2 ottobre 2013 l'imprenditore napoletano Francesco Floro Flores ha rilevato il giardino zoologico dopo il lungo periodo di abbandono e degrado, promettendo di trasformarlo in un bioparco. A inizio 2016 arrivano allo zoo esemplari che mancavano da anni come giraffe, elefanti, ippopotami e il coccodrillo del Nilo.

### Restauri
A seguito della nuova gestione, lo zoo di Napoli ha apportato numerosi cambiamenti alle strutture e alle aree del parco, per adeguarsi alle nuove normative per gli zoo e i giardini zoologici. Il rinnovo e l'apertura della nuova fattoria, ha permesso di recuperare aree in stato di degrado e abbandono. La nuova area copre una superficie di circa 7000 metri quadri, all'interno della quale sono presenti circa 13 recinti destinati a specie diverse di animali d'allevamento. L'area restaurata presenta anche alcuni laghetti in cui sono presenti alcune specie di tartarughe.
Nell'autunno 2015, la "casa degli elefanti" venne riqualificata per dare più spazio agli animali. Nel dicembre 2015, il parco inaugura la nuova area "Regno delle Tigri", un'area recintata di 3500 metri quadri per le tigri storiche dello zoo, originariamente tenute in gabbie non adeguate alle loro esigenze, e per i nuovi esemplari di tigre di Sumatra. Nell'ottobre 2021, lo zoo ha accolto una coppia di giaguari, di cui un esemplare melanico, divenendo attualmente l'unico zoo italiano ad ospitare una coppia riproduttrice di questi animali. Il 27 luglio 2023 nasce Victor, l’unico cucciolo di giaguaro nero in Italia. Un evento rarissimo per una specie animale “prossima alla minaccia”, la cui “sopravvivenza è messa a dura prova”.

## Descrizione
Lo zoo, dopo aver attraversato un lungo processo di restauro, ha acquisito nuove aree dedicate agli animali e rispondenti agli standard qualitativi europei che sono state edificate o riadattate nel triennio 2014-2016. Numerose sono state le nascite tra gli animali, come pure i numerosi arrivi da altre strutture zoologiche. Sono visibili numerose aree, in parte riqualificate dalle precedenti strutture:
- Area di interazione
- Fattoria didattica
- Galleria piccoli mammiferi
- Area serval
- Capanna del Sapere (Area didattica)
- Grande area sudamericana
- Conigliera
- Regno delle Tigri
- Voliera sudamericana
- Uccelleria
- Area tartarughe
- Rettilario, anfibiario e insettario
- Lago
- Area australiana (Wallaby fra cui un esemplare bianco, emù ecc.)
- Area cercopitechi di Brazzá
- Casa degli Elefanti
- Grande savana: area in cui sono visibili gnu, gru, zebre, cobi defassa, giraffe, antilopi nyala e ippopotami
- Piccola savana: due aree separate in cui sono visibili lichi e ippopotami
- Area fossa del Madagascar
- Habitat diversificati (siamanghi, foche, tapiri, orsi, e tanti altri).